# Adzera
L'Adzera, també conegut com a Atzera, Azera, Atsera o Acira és una llengua de la família de les llengües indopacífiques, membre de la branca oceànica de la família lingüística malayo-polinesiana. Es parla a la província de Morobe de Papua Nova Guinea. Segons el cens del 2000 hi havia 30.000 parlants.